# A Trip to Paradise
A Trip to Paradise è un film muto del 1921 diretto da Maxwell Karger.

## Trama
A Coney Island, Curley Flynn, che lavora come imbonitore, si innamora di Nora. Ma la vedova Boland, proprietaria del suo padiglione Trip to Paradise e gelosa di Nora, gli fa perdere il suo lavoro. Nora, rimasta fuori fino a tardi con Curley, decide di restare con lui piuttosto che tornare a casa, accettando di sposarlo. Ma il nuovo lavoro di Curley non ha successo e lui comincia a pensare di tornare dalla vedova che gli ha offerto di riprenderlo con sé. Curley scopre però che Nora è rimasta incinta. Disperato per la mancanza di denaro, cerca di rapinare una casa, ma viene colpito da uno sparo: in ospedale, l'uomo ha una visione del paradiso. In cielo, decidono di rimandarlo di nuovo sulla terra, per prendersi cura della moglie e del bambino.

## Produzione
Il film fu prodotto dalla Metro Pictures Corporation

## Distribuzione
Distribuito dalla Metro Pictures Corporation, uscì nelle sale cinematografiche USA il 5 settembre 1921.